# كولم كوبر
كولم كوبر (بالإنجليزية: Colm Cooper)‏ هو لاعب كرة القدم الغالية أيرلندي، ولد في 3 يونيو 1983 في كيلارني ‏ في جمهورية أيرلندا.